# مايكو فوجينو
مايكو فوجينو ((باليابانية: 藤野 舞子)) (من مواليد 25 مايو 1983) هي لاعبة سباحة من اليابان.
شاركت في دورة الألعاب الآسيوية 2006 في الدوحة بقطر.

## روابط خارجية
- مايكو فوجينو على موقع الاتحاد الدولي للسباحة (الإنجليزية)
- مايكو فوجينو على موقع أوليمبيديا (الإنجليزية)